# Honor regalis
La honor regalis era al Regne d'Aragó el conjunt de terres dels regnum que el rei cedia temporalment als barons per tal que les administressin en el seu nom. A la mort del baró les terres havien de tornar al seu legítim propietari, el rei.

## L'Honor regalis i el sistema de tinences
Aquest sistema es va desenvolupar al Regne d'Aragó al segle xi i perdurà fins al segle xii, entrant en crisi a principis del segle xiii. Al Regne d'Aragó el rei recompensava l'auxili militar i la fidelitat dels seus barons amb la cessió de terres per tal que les administressin en nom seu. Els barons es quedaven les rendes de les terres cedides i n'entregaven una part al rei. Mitjançant aquest sistema el rei assegurava la fidelitat i subsistència dels seus barons. El conjunt de terres cedides en tinença formava l'honor regalis.
Aquestes terres normalment comprenien un castell o posició fortificada amb els seus camps de cultiu, però també podien incloure mines, salines, molins i terres diverses. Les terres eren cedides generalment als barons, tot i que també les podien rebre monestirs i d'altres prohoms. Els tinents actuaven a la tinença com a funcionaris delegats del rei, i hi exercien funcions administratives, fiscals i judicials. Aquestes terres que el rei cedia temporalment als barons havien de retornar al patrimoni reial a la mort del baró, tot i que si aquest cometia algun delicte o traïció se li podien retirar totes les tinences.
Al llarg del segle xii els barons provaren d'infeudar-se de les tinences cedides pel rei per tal de donar-les en herència als seus propis fills en lloc de retornar-les al rei. Si bé el sistema pretenia assegurar la fidelitat dels barons, l'intent d'aquests per apoderar-se'n desembocà en revoltes baronials cada cop més acusades. Durant els primers anys del regnat de Jaume I d'Aragó es produïren les revoltes més greus que acabaren amb la imposició de la monarquia sobre la noblesa. El sistema de tinences fou substituït pels feus de cavalleria (també anomenades cavalleries d'honor o cavalleries de conquesta).